# Rhagovelia santanderi
Rhagovelia santanderi – gatunek pluskwiaków różnoskrzydłych z rodziny plesicowatych.

## Taksonomia
Gatunek ten został opisany po raz pierwszy w 2015 roku przez Dorę N. Padillę-Gil na podstawie okazów odłowionych w 2008 roku. Jako lokalizację typową wskazano Quebradę Borojo w okolicy Vereda Campo Capote na terenie kolumbijskiego departamentu Santander. Epitet gatunkowy pochodzi od lokalizacji typowej.
R. santanderi został prowizorycznie zaliczony do grupy gatunków R. bisignata w obrębie kompleksu gatunków R. angustipes. Pewna klasyfikacja nie była możliwa z uwagi na nieznalezienie formy długoskrzydłej.

## Morfologia
Bezskrzydły samiec osiąga około 2,1 mm, a bezskrzydła samica około 2,3 mm długości ciała. W ubarwieniu dominuje barwa ciemnobrązowa, przy czym spód ciała jest szary. Błyszcząco czarne są: większe części czułków, kłujki i odnóży oraz segmenty genitalne. Z kolei barwę żółtą mają: nasadowe części pierwszego członu czułków, poprzeczna przepaska na przedpleczu oraz biodra, panewki biodrowe i krętarze przednich i tylnych odnóży. Przedplecze jest 3,7 raza dłuższe od śródplecza. Odnóża tylnej pary odznaczają się udami z jednym ząbkiem i dużym i pięcioma małymi za nim. Genitalia samca charakteryzują się dzwonkowatym proktigerem oraz paramerą o krawędzi grzbietowej wklęśniętej, zaś brzusznej wypukłej.

## Ekologia i występowanie
Owad neotropikalny, znany tylko z lokalizacji typowej w Kolumbii. Zasiedla płynące wody słodkie. Poławiany był w środkowym biegu rzeki Magdaleny u zachodnich podnóży Kordyliery Wschodniej. 